# Notiphila supposita
Notiphila supposita är en tvåvingeart som beskrevs av Collin 1911. Notiphila supposita ingår i släktet Notiphila och familjen vattenflugor.
Artens utbredningsområde är Storbritannien. Inga underarter finns listade i Catalogue of Life.